# ورونیک مانگ
ورونیک مانگ (فرانسوی: Véronique Mang‎؛ زادهٔ ۱۵ دسامبر ۱۹۸۴) دونده سرعت اهل فرانسه است.